# 2066 Palala
2066 Palala је астероид главног астероидног појаса чија средња удаљеност од Сунца износи 2,392 астрономских јединица (АЈ).
Апсолутна магнитуда астероида је 12,5.